# 296905 Korochantsev
296905 Korochantsev este un asteroid din centura principală de asteroizi.

## Descriere
296905 Korochantsev este un asteroid din centura principală de asteroizi. A fost descoperit pe 10 februarie 2010 la Zelenchukskaya Station de Timur V. Kryachko. Asteroidul prezintă o orbită caracterizată de o semiaxă mare de 2,24 ua, o excentricitate de 0,10 și o înclinație de 6,1° în raport cu ecliptica.